# Oraban
Oraban è un comune dell'Azerbaigian situato nel distretto di Şəki. Conta una popolazione di 1 033 abitanti.